# La Chevauchée solitaire
Pour plus de détails, voir Fiche technique et Distribution.
La Chevauchée solitaire (titre original : The Lonely Trail) est un film américain réalisé par Joseph Kane, sorti en 1936.

## Synopsis
Juste après la Guerre de Sécession, John Ashley, capitaine dans l'armée de l'Union, revient chez lui au Texas. Il y est mal accueilli par les anciens Confédérés, mais surtout la ville est sous la coupe de Benedict Holden, un ancien carpetbagger, qui pille et tue pour détrousser la région à son profit.

## Fiche technique
- Titre original : The Lonely Trail
- Réalisation : Joseph Kane
- Scénario : Bernard McConville, Jack Natteford
- Photographie : William Nobles
- Son : Terry Kellum
- Montage : Robert Jahns
- Musique : Heinz Roemheld
- Production : Nat Levine
- Société de production : Republic Pictures
- Société de distribution : Republic Pictures
- Pays de production :  États-Unis
- Langue originale : anglais
- Format : noir et blanc — 35 mm — 1,37:1 — son Mono (RCA Victor High Fidelity Sound System)
- Genre : Western
- Durée : 56 minutes
- Date de sortie :
  - États-Unis : 25 mai 1936

## Distribution
- John Wayne : Capitaine John Ashley
- Ann Rutherford : Virginia Terry
- Cy Kendall : Benedict Holden
- Bob Kortman : Capitaine Hays
- Fred Toones : "Snowflake"
- Sam Flint : le Gouverneur du Texas
- Dennis Moore : Dick Terry
- Jim Toney : Jed Calicutt
- Etta McDaniel : "Mammy"
- Yakima Canutt : Bull Horrell
- Lloyd Ingraham : Tucker
- James A. Marcus : le maire
- Bob Burns : Jeff Pruitt
- Rodney Hildebrand : le Capitaine du régiment de cavalerie
- Eugene Jackson : le joueur d'harmonica
- Floyd Shackelford : Armstrong